# Museo del Ancien Évêché

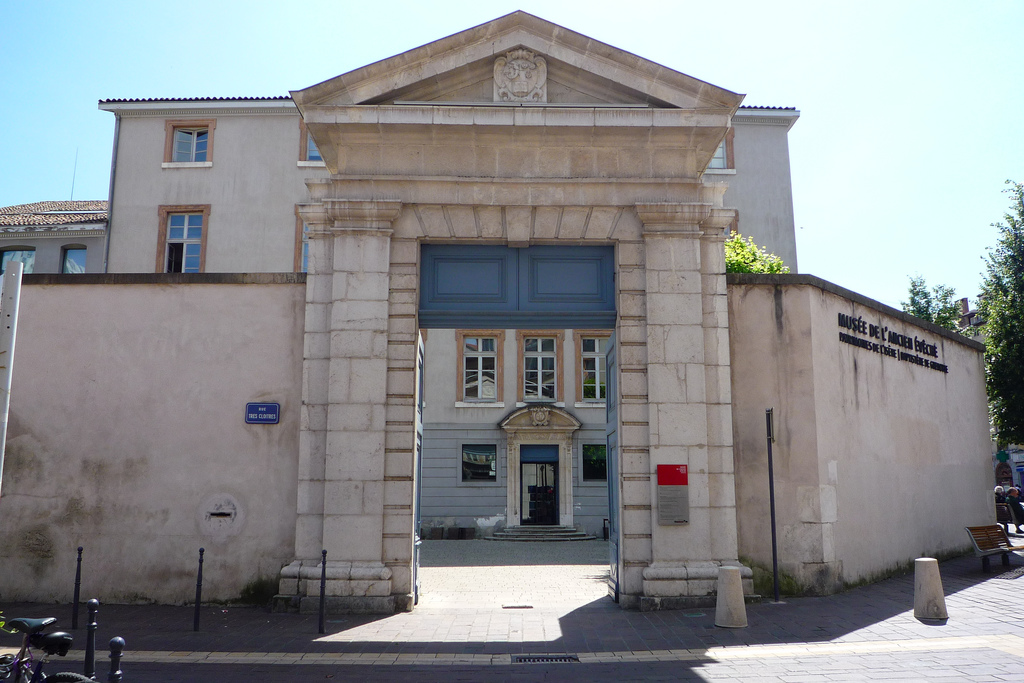
Entrada del museo

El museo del Ancien Évêché es un museo departamental ubicado a Grenoble, dedicado al patrimonio del departamento de Isère a través de la historia de su palacio episcopal.

## Inauguración
Ha sido inaugurado en 1998 en el antiguo palacio episcopal, tras de una serie de trabajos de restauración y de disposiciones en el marco de la puesta en valor del patrimonio antiguo de la plaza Notre-Dame, entrada simbólica de la ciudad antigua de Cularo.

## Presentación
Instalado en el antiguo palacio episcopal, cerca de la catedral Notre-Dame, presenta sobre cinco niveles, los objetos y cuadros que tienen signos de la historia de Grenoble, de Isère y de la prehistoria hasta nuestros días.
La parte más antigua del edificio data del siglo XII, pero las fachadas visibles desde el patio de honor datan del XVII . En 1989, los trabajos de construcción de la segunda línea de tranvía han permitido encontrar en el sótano vestigios arqueológicos de épocas claramente anteriores : los restos de la antigua muralla de la ciudad que datan del final del Siglo IIIsiglo III y un baptisterio utilizado entre el siglo IV y el siglo X.
En las plantas del palacio, que acogió sucesivamente 48 obispos hasta 1906 y que después conoció diversas afectaciones antes de su restauración, el museo resguarda diferentes objetos de interés histórico, como el casco de Vézeronce, y reconstruye la vida en Isère desde los primeros cazadores durante la prehistoria hasta la industrialización de los valles alpinos durante el siglo XX.
Una escalera de honor construida en 1673 por monseñor Le Camus, con una decoración pintada de falsos pilastres y una rampa de hierro forjado, da accesso a las plantas. La capilla privada de los obispos, de estilo Restauración borbónica, sirve para las exposiciones temporales. Se puede ver también el Relicario de la Santa Espina de Grenoble.